# Изяслав II
Изяслав II Мстиславич е велик княз на Киевска Рус през 1146 – 1149 и през 1151 – 1154 г. (заедно с Вячеслав), като между тези два периода в Киев управлява Юрий Дългоръки. Изяслав е син на великия княз Мстислав I и взема властта, след като отстранява Игор Олгович. След него велик княз става брат му Ростислав Мстиславич.

## Биография
Изяслав е втори син на Мстислав Велики и внук на Владимир Мономах. За пръв път се споменава в хрониките през 1127 г., когато е чичо му Ярополк Владимирович му дава управлението на Курск. След като баща му прогонва местните князе през 1129 г., Изяслав получава Полоцк.
След смъртта на Мстислав велик княз става Ярополк и Изяслав заема неговото място в Переяслав. Това предизвиква недоволството на чичовците му, той е насилствено отстранен и получава Туров, Пинск и Минск. В Переяслав отива чичо му Вячеслав, княз на Туров, но той се връща в предишните си области и Изяслав остава без владение. Той отива при брат си Всеволод в Новгород и двамата се опитват да нападнат чичо си Юрий Дългоръки, когото смятат за виновен за отнемането на Переяслав. След като не постигат успех те сключват съюз със синовете на Олег Светославич и великият княз Ярополк е принуден да даде на Изяслав Владимир Волински.
След смъртта на Ярополк през 1139 г. властта е взета от Всеволод Олгович. Той е женен за сестра на Изяслав и, въпреки взаимното недоверие, двамата успяват да се споразумеят. Изяслав получава Переяслав и двамата поддържат мирни отношения до смъртта на Всеволод през 1146 г.
Преди смъртта си Всеволод завещава Киев на брат си Игор и принуждава Изяслав да му се подчини, но след неговата смърт Изяслав превзема града и пленява Игор. Чичо му Вячеслав, най-старшият в рода на Владимир Мономах, предявява претенции към трона, но е изпратен в изгнание в Туров. Междувременно братът на Игор, Светослав Олгович, извиква на помощ Юрий Дългоръки, който изпраща войски към Киев. По време на военните действия в града възникват смутове, по време на които Игор Олгович е убит от тълпата, подозираща го в заговор срещу Изяслав.
През 1149 г. Изяслав претърпява поражение при Переяслав и трябва да бяга първо в Киев, а след това във Волиния. Той сключва съюз с Полша и Унгария и със заплахи се опитва да накара чичо си Вячеслав да предяви претенции към трона в Киев. Плановете му са провалени от започналата война на поляците с прусите и той сключва споразумение с чичовците си.
На следващата година войната е подновена. Изяслав успява да си върне Киев, където трябва да дели властта с Вячеслав. Юрий скоро се връща със силна армия и Изяслав отново трябва да бяга във Волиния, но не след дълго си връща столицата. Военните действия между двамата продължават до смъртта на Изяслав през 1154 г.

## Наследници
Първата жена на Изяслав е дъщеря на Конрад III, император на Свещената Римска империя, починала през 1151. Техни деца са:
- Мстислав Изяславич, велик княз на Киев
- Ярослав Изяславич, велик княз на Киев
- Ярополк Изяславич
- Евдоксия Изяславна, женена за полския крал Мешко III

Изяслав се жени повторно малко преди смъртта си за дъщеря на грузинския цар или за аланска княгиня, но двамата нямат деца.